# Blenio
Blenio – miejscowość i gmina (comune) w południowej Szwajcarii, w kantonie Ticino, w okręgu (distretto) Blenio, siedziba administracyjna powiatu (circolo) Olivone. Na terenie gminy leży jezioro Lago di Luzzone. Powstała 22 października 2006 w wyniku połączenia gmin Aquila, Campo (Blenio), Ghirone, Olivone i Torre.

## Demografia
W Blenio mieszka 1745 osób. W 2022 roku 6,4% populacji gminy stanowiły osoby urodzone poza Szwajcarią. 

## Transport
Przez teren gminy przebiega droga główna nr 416.